# Anthony Martial
Anthony Jordan Martial (født 5. december 1995) er en fransk professionel fodboldspiller som spiller som angriber.

## Klubkarriere

### Olympique Lyon
Martial skiftede til Olympique Lyons ungdomsakademi da han var 14 år, og han gjorde sin professionelle debut for klubben den 6. december 2012.

### Monaco
Martial skiftede i juni 2013 til AS Monaco. Han fik sit store gennembrud med Monaco i 2014-15 sæsonen, hvor den stadig kun 18-årige Martial spillede som fast mand, og scorede 9 mål på 35 kampe i ligaen.

### Manchester United

#### Transfer og drømmedebut
Martial skiftede i september 2015 til Manchester United, i en aftale som på tidspunktet gjorde ham til den dyreste teenager nogensinde, en rekord tidligere holdt af Martials nye holdkammerat, Luke Shaw. Han fik sin debut for Manchester United den 12. september mod rivaler Liverpool, og scorede det afgørende mål i kampen. Hans første måned i klubben var fantastisk, med tre mål i sine første fire kampe, blev han kåret til månedens spiller i Premier League.

#### Førstevalg
Martial fortsatte som førstevalget for United over de næste sæsoner, men havde nogle svære perioder undervejs. Især efter ankomsten af Alexis Sánchez i januar 2018 mistede Martial sin plads på holdet, og gik flere måneder uden et mål, hvilke ledte til spekulation om hans fremtid i klubben.
Han genfandt dog sin form i 2018-19 sæsonen, hvilke inkluderede at han scorede fem kampe i streg i løbet af oktober-november 2018, hvor han blev kun den syvende spiller i Manchester Uniteds historie til at score i fem Premier League kampe i streg.
2019-20 sæsonen ville blive Martials hidtil bedste sæson for Manchester United. Han scorede den 24. juni 2020 sit første karriere hattrick, og blev hermed den første Manchester United spille til at score et hattrick i en Premier League kamp siden Robin van Persie i 2013.
2020-21 sæsonen ville dog være en skuffelse, og det samme med den første halvdel af 2021-22 sæsonen.

#### Leje til Sevilla
Martial blev i januar 2022 udlejet til Sevilla. Lejeaftalen var dog ikke en succes, da Martial kun scorede et enkelt mål i den halve sæson.

## Landsholdskarriere

### Ungdomslandshold
Martial har repræsenteret Frankrig på flere ungdomsniveauer.

### Seniorlandshold
Martial debuterede for Frankrigs landshold den 4. september 2015. Han var del af Frankrigs trup til EM 2016.